# Bell MTS Place
Bell MTS Place – hala sportowa znajdująca się w Winnipeg w prowincji Manitoba w Kanadzie. Budowę rozpoczęto w 2003 roku, obiekt może pomieścić 15 004 kibiców hokeja, a podczas koncertów pojemność hali zwiększa się do 16 345 osób. Obecnie w obiekcie tym swoje mecze rozgrywa drużyna występująca w NHL – Winnipeg Jets. Hala znajduje się na terenie nieistniejącego domu towarowego Eaton's na powierzchni 41 000 m². Obecnie jest zarządzana przez True North Sports & Entertainment. Budynek został wzniesiony kosztem 133,5 milinów dolarów kanadyjskich. Została otwarta 16 listopada 2004 roku zastępując zburzoną Winnipeg Arena. Pierwotnie hala miała zostać nazwana True North Centre jednak prawo do nazewnictwa zdobyła firma telekomunikacyjna – Manitoba Telecom Services.
Od chwili otwarcia do 2011 roku była domowym lodowiskiem drużyny hokejowej występującej w American Hockey League – Manitoba Moose, jednak z chwilą przeniesienia drużyny Atlanta Thrashers do Winnipeg drużyna Łosiów zmieniła swoją lokalizację na St. John’s. Manitoba Moose powrócili do Winnipeg w 2015, znów grając w Bell MTS Place.
Oprócz spotkań hokejowych, odbywają się tutaj koncerty. Sam budynek jest znany ze swoich doskonałych właściwości akustycznych.

## Historia
Po ogłoszeniu upadłości przez domu towarowego Eaton’s w 2001 roku myślano o nowym zastosowaniu wolnego budynku. Proponowano m.in. stworzenie mieszkań lokatorskich, ale ostatecznie zdecydowano, iż najbardziej korzystnym rozwiązaniem w centrum miasta będzie zbudowanie hali widowiskowo-sportowej. Pomysł ten poparł burmistrz Glen Murray oraz True North. Po krótkich, ale emocjonalnych sprzeciwach grup „Big Store” oraz „group hug”, których ogólna liczba członków sięgała 180 osób, postanowiono ostatecznie, iż budynek po Eaton’s zostanie zniszczony i w jego miejsce powstanie nowy kompleks rozrywkowy.
Budowa oficjalnie została rozpoczęta 16 kwietnia 2003 roku. Projekt obiektu został opracowany na podstawie obiektu handlowego Eaton’s z 1905 roku, który wcześniej znajdował się przy Portage Avenue. W celu uznania historycznej wartości obiektu postanowiono włączyć do projektu elewacji hali elementy czerwonej cegły. Wewnątrz budynku znajdują się obecnie pamiątki po poprzednim właścicielu, dwie tablice pamiątkowe dotyczące obydwu wojen światowych oraz posąg Timothy’iego Eatona.

## Dotychczas organizowane wydarzenia
- 2005 Nagrody Juno
- 2005 Mistrzostwa Ameryki Północnej, Środkowej i Karaibów w Piłce Siatkowej Mężczyzn
- 2006 Mecz Gwiazd ligi AHL w sezonie 2005/2006
- 2007 Mistrzostwa Świata w Hokeju na Lodzie Kobiet
- 2007 Piąty mecz serii spotkań pomiędzy juniorskimi reprezentacjami hokejowymi Rosji i Kanady w Super Series
- 2008 Tim Hortons Brier
- 2008 Canadian Country Music Awards
- 2009 BDO Classic Canadian Open
- 2009 Mistrzostwa Świata w Hokeju na Lodzie osób niedosłyszących
- 2009 Mistrzostwa Kanady w Ball Hockey
- 2009 Aboriginal Peoples Choice Awards
- 2010 BDO Classic Canadian Open
- 2011 Turniej World U-17 Hockey Challenge

## Przeszłość

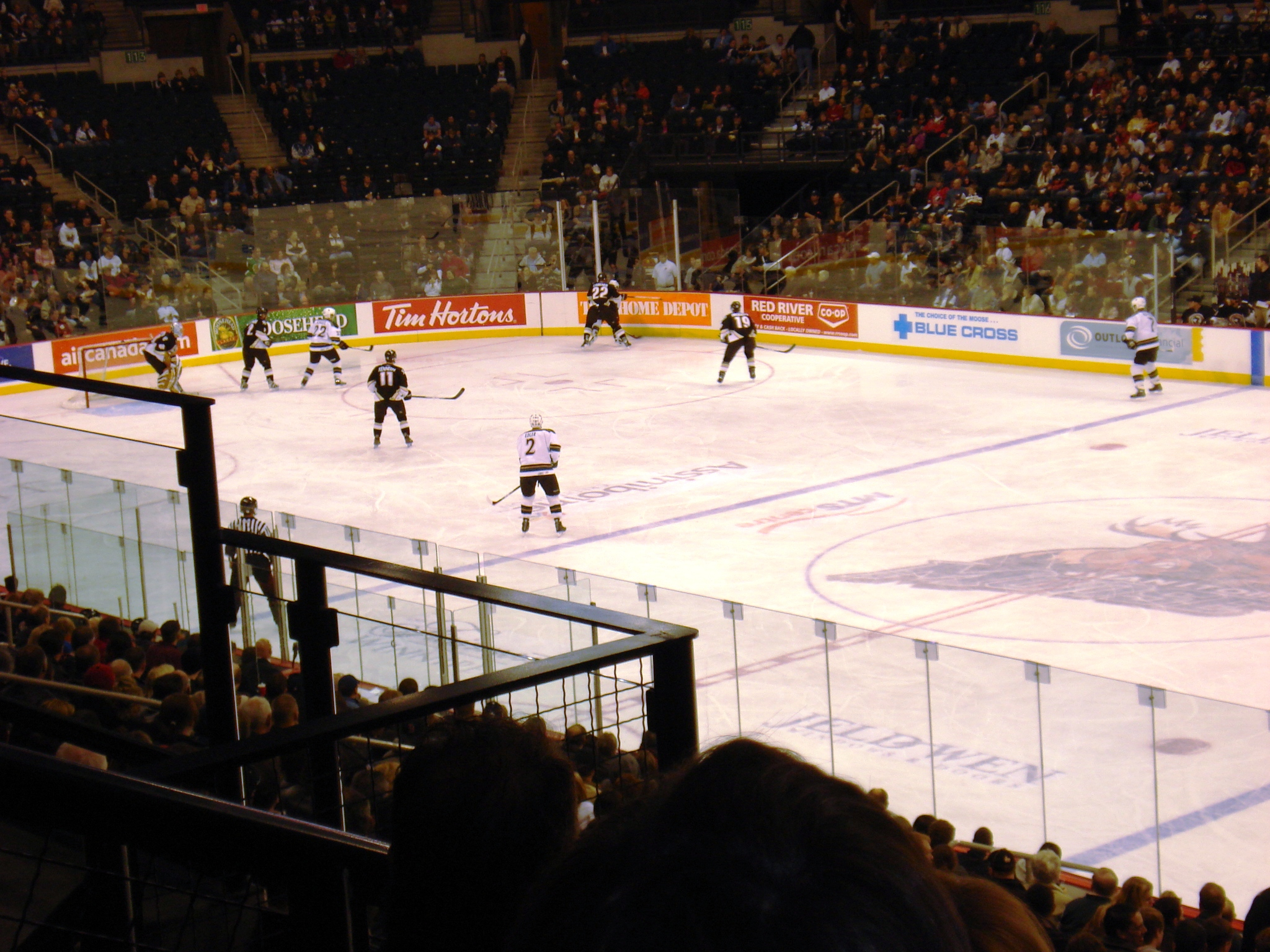
Mecz zespołu Manitoba Moose

W październiku 2006 MTS Centre doszło do renowacji hali. Poprawiono zaplecze sanitarne, aby zmniejszyć długie kolejki do ubikacji przy czym zainstalowano 352 węższe miejsca siedzące na widowni. Koszt rekonstrukcji wyceniono na 120 000 dolarów. Stworzono również strefę dla alergików tzw. peanut-restricted.
Koncert Bon Jovi podczas Lost Highway Tour, który odbył się 9 grudnia 2007 był największym wydarzeniem od czasu otwarcia areny. Na trybunach zasiadło ponad 16 000 fanów zespołu z New Jersey. Rekord ten pobito podczas koncertu zespołu Metallica, który odbył się 12 października 2009. Spowodowano to było dopuszczeniem miejsc stojących do użytku.
MTS Centre było gospodarzem meczu towarzyskiego drużyn NHL 17 września 2006 pomiędzy Edmonton Oilers i Phoenix Coyotes. Sprzedano wszystkie dostępne wejściówki w ilości 15 015, jednak przed meczem usunięto 11 miejsc. Ostatecznie zwyciężyła drużyna Oilers 5–0. Później hala gościła również mecze towarzyskie byłej organizacji mającej siedzibę do 1996 roku w Winnipeg – Phoenix Coyotes z Calgary Flames 24 września 2008, mecz zakończył się wynikiem 3–2, na trybunach zasiadło 12 621 kibiców (co stanowiło 84% pojemności hali). Dokładnie rok później odbył się kolejny mecz towarzyski pomiędzy Edmonton Oilers i Tampa Bay Lightning. Zwyciężyła drużyna ze Stanów Zjednoczonych po dogrywce 4–3. 22 września 2010 ustanowiono drugi najlepszy wynik pod względem frekwencji na meczu towarzyskim w MTS Centre. Arena gościła obecnych zwycięzców Pucharu Stanleya – Chicago Blackhawks oraz Tampa Bay Lightning. Na trybunach zasiadło 14 092 widzów (94% pojemności hali). Błyskawice zwyciężyły 4–2.
29 października 2005 roku Mike Scott został milionowym użytkownikiem hali, dzięki czemu otrzymał parę biletów na wszystkie wydarzenia w 2006 roku.
W 2008 roku MTS Centre sprzedało 385 427 biletów. Wynik ten obejmuje wydarzenia niedotyczące rozgrywek hokejowych. Był to dziewiętnasty najczęściej odwiedzany wśród obiektów tego rodzaju na świecie, jedenasty wśród obiektów w Ameryce Północnej i trzeci w Kanadzie po Centre Bell w Montrealu (6. miejsce na świecie) oraz Air Canada Centre w Ottawie (5. miejsce na świecie). W 2009 roku był to 39. obiekt pod tym względem na świecie i 26. w Ameryce Północnej.
Amerykański zespół muzyczny Pearl Jam zagrał tutaj 17 września 2011 koncert będący częścią trasy koncertowej z okazji dwudziestolecia założenia zespołu.

## Powrót NHL
Od 1972 do 1996 drużyna Winnipeg Jets rozgrywała swoje mecze w roli gospodarza w obecnie zniszczonej Winnipeg Arena. W obliczu kłopotów finansowych organizacji przeniesiono zespół do stanu Arizona, zmieniając jednocześnie nazwę na Phoenix Coyotes. Zespół ten gra w NHL od sezonu 1996/1997.

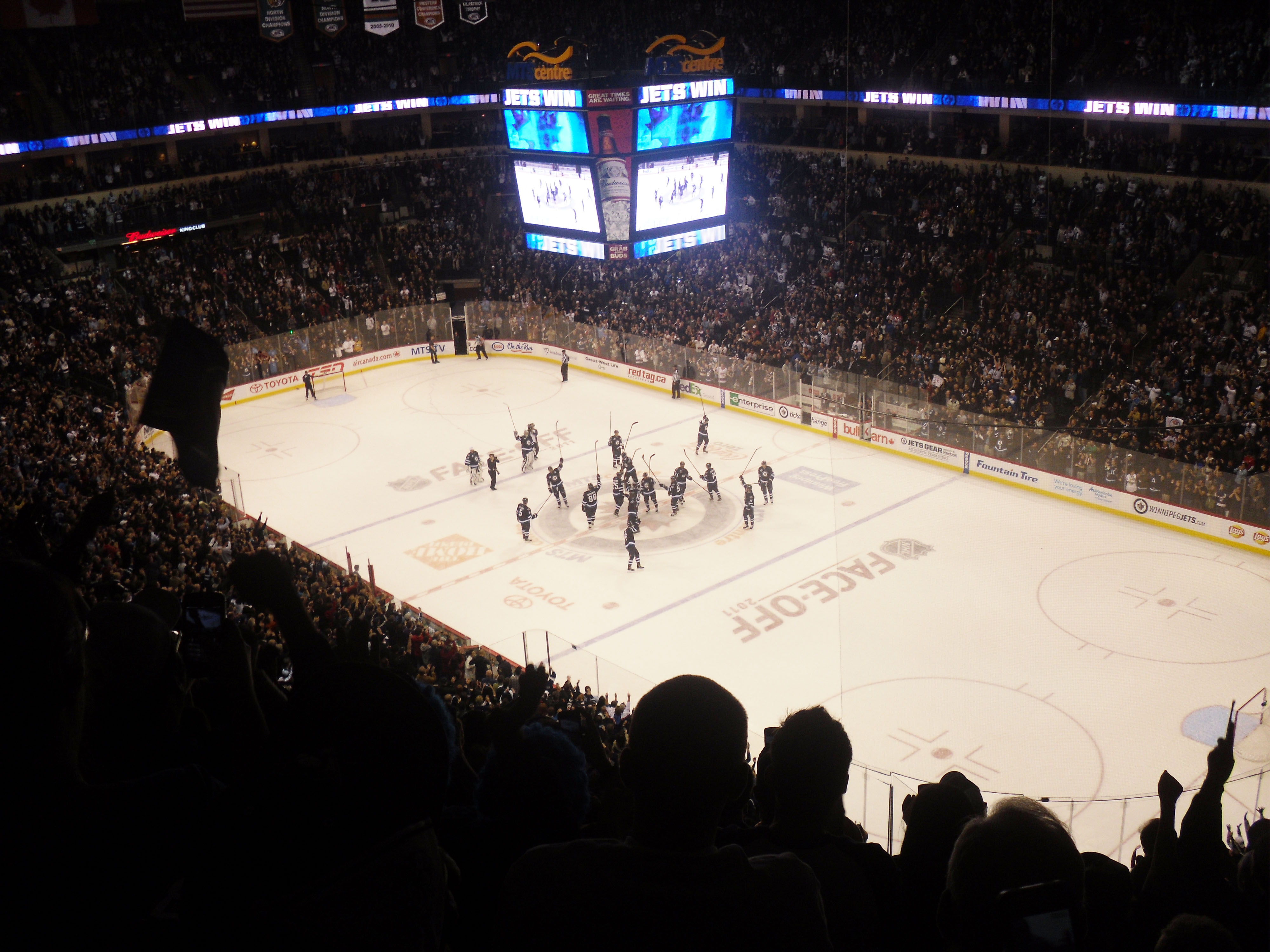
Winnipeg Jets celebruje pierwsze zwycięstwo w Winnipeg w MTS Centre, 17 października 2011

W międzyczasie powstała idea powrotu zespołu NHL do Winnipeg. Sytuacja ta nabrała rozpędu po wybudowaniu hali MTS Centre, która została zbudowana za całkowicie prywatne pieniądze. Wróciły też pytania o przydatność hali jako miejsca spotkań ligi NHL. W tej chwili jest to najmniejsza hala w lidze (15 004 osób), będąc znacznie mniejszą halą od następnej najmniejszej Nassau Coliseum (16 234 widzów), w której gra New York Islanders.
Właściciele areny David Thomson i Mark Chipman, prezes True North, będący potencjalnymi właścicielami zespołu NHL stwierdzili, że bieżąca wielkość hali jest wystarczająca dla drużyny NHL ze względu na możliwe zyski ze sprzedanej ilości biletów, gdyby frekwencja była większa niż na niektórych halach ligi NHL. Rzeczywiście – osiem drużyn, czyli ponad 26% ligi, posiada niższą frekwencję w porównaniu do pojemności hali (dane na podstawie sezonu 2010/2011)
W marcu 2010 roku powstało wiele spekulacji na temat porozumienia pomiędzy NHL i Winnipeg group dotyczących ewentualnej relokacji zespołu Phoenix Coyotes z powrotem do Winnipeg w sezonie 2011/2012, jeżeli drużyna z Arizony miałaby dalsze problemy z utrzymaniem zespołu. Ostatecznie Coyotes pozostali w Stanach Zjednoczonych.
19 maja 2011 kanadyjska gazeta The Globe and Mail poinformowała o możliwym przeniesieniu drużyny Atlanta Thrashers do Winnipeg. Sprawozdania te zostały później zdementowane przez True North mówiąc, iż „nie jest to prawdą i nie powstała taka transakcja”. Dwanaście dni później sprawa, jednak została zakończona 31 maja 2011 roku. Podczas odbywającej się w MTS Centre konferencji prasowej potwierdzono sprzedaż zespołu Thrashers i przeniesienie zespołu do Winnipeg. W dniu 21 czerwca Rada Gubernatorów NHL zatwierdziła tę transakcję. W ramach przejścia zespołu do NHL w hali przeprowadzono niewielką renowację, aby doprowadzić ją do standardów ligi.

## Manitoba Hockey Hall of Fame and Museum
Manitoba Hockey Hall of Fame and Museum założone zostało w 1985 roku, kiedy to uhonorowano pierwszych członków. Pierwsza grupa wprowadzonych do Hali Sław była duża i obejmowała zawodników pochodzących z prowincji Manitoba, trenerów, konstruktorów i zespoły grające na imprezach międzynarodowych, krajowych, prowincjonalnych i lokalnych z poprzednich lat. Ceremonie wprowadzające do Hali Sław odbywały się do 1993 roku co pół roku lub co rok. Od 1995 odbywają się co dwa lata.
Manitoba Hockey Hall of Fame and Museum znajduje się w głównej części MTS Centre w centrum Winnipeg. Dzieli się na: część dotyczącą zawodników, znajdująca się w północno-wschodniej części budynku; dotyczącą konstruktorów znajdująca się w północno-zachodnim narożniku; dotyczącą mistrzów znajdująca się naprzeciwko ściany konstruktorów. Ponadto muzeum obejmuje część dotyczącą złotych medalistów igrzysk olimpijskich i pamiątki z tym związane. Do momentu przeniesienia muzeum do MTS Centre pod koniec 2004 roku obiekt ten znajdował się w Winnipeg Arena.